# Mostra de València
Mostra de València-Cinema del Mediterrani es un certamen cinematográfico que cuenta con 38 ediciones y se desarrolla en la ciudad española de Valencia desde el año 1980. Normalmente se celebra durante el mes de octubre. Mostra de València-Cinema del Mediterrani volvió renovada en el 2018, tras seis años sin celebrarse, para ampliar el imaginario del cine de la cuenca del Mediterráneo en nuestro país.

## Historia
El certamen nació bajo el impulso de la Fundación Municipal de Cine de Valencia, organismo dependiente del Ayuntamiento de esta ciudad.
A partir de 1984, en su sección oficial, el certamen creó tres premios principales, las Palmeras de oro, plata y bronce; dotados con premios en metálico de 40.000, 20.000 y 10.000 euros respectivamente, aunque en algunas ediciones se vieron reducidos por falta de patrocinio.
La idea que impulsó el nacimiento del certamen fue dar a conocer el cine que se elabora en los países del área mediterránea, aunque poco a poco las distintas secciones que han ido acompañando a la oficial han propiciado la presencia de figuras conocidas en el mundo del cine que, de paso, permitían a las autoridades organizadoras obtener una cierta notoriedad.
El 28 de septiembre de 2011, la alcaldesa Rita Barberá anunciaba la suspensión de la Mostra mientras las circunstancias económicas no mejorasen.
En 2018, la corporación municipal valenciana del alcalde Joan Ribó decide relanzar la Mostra de València-Cinema del Mediterrani y recupera el festival nombrando a Rosa Roig como directora técnica y a Eduardo Guillot como director artístico.

## Ediciones del Certamen
- I edición (6 al 9 de noviembre de 1980)[2]
- II edición (1 al 8 de noviembre de 1981)[3]
- III edición (4 al 10 de octubre de 1982)[4]
- IV edición (1 al 9 de octubre de 1983)[5]
- V edición (29 de septiembre al 7 de octubre de 1984)[6]
- VI edición (5 al 13 de octubre de 1985)[7]
- VII edición (11 al 19 de octubre de 1986)[8]
- VIII edición (9 al 18 de octubre de 1987)[9]
- IX edición (7 al 16 de octubre de 1988)[10]
- X edición (2 al 10 de octubre de 1989)[11]
- XI edición (10 al 19 de octubre de 1990)[12]
- XII edición (10 al 19 de octubre de 1991)[13]
- XIII edición (15 al 23 de octubre de 1992)[14]
- XIV edición (30 de septiembre al 6 de octubre de 1993)[15]
- XV edición (13 al 20 de octubre de 1994)[16]
- XVI edición (13 al 21 de octubre de 1995)[17]
- XVII edición (10 al 17 de octubre de 1996)[18]
- XVIII edición (15 al 23 de octubre de 1997)[19][20]
- XIX edición (15 al 22 de octubre de 1998)[21]
- XX edición (14 al 21 de octubre de 1999)[22]
- XXI edición (16 al 23 de octubre de 2000)[23]
- XXII edición (18 al 25 de octubre de 2001)[24]
- XXIII edición (27 de noviembre al 4 de diciembre de 2002)[25]
- XXIV edición (16 al 23 de octubre de 2003)[26]
- XXV edición (15 al 24 de julio de 2004)[27] - En esta edición, se inauguró el Paseo de la Mostra de València.
- XXVI edición (13 al 20 de octubre de 2005)[28]
- XXVII edición (19 al 26 de octubre de 2006)[29]
- XXVIII edición (16 al 24 de octubre de 2007)[30]
- XXIX edición (14 al 22 de octubre de 2008)[31][32]
- XXX edición (16 al 24 de octubre de 2009)[33]
- XXXI edición (15 al 23 de octubre de 2010)[34][35]
- XXXII edición (7 al 14 de abril de 2011)[36]

* XXXIII edición (18 al 28 de octubre de 2018) 
La edición de retorno del festival en 2018 contó en su sección oficial a competición con títulos como "Whispering Sands" (Nacer Khemir, Túnez), "Nome di Donna" (Marco Tullio Giordana, Italia), "El Jaida" (Selma Baccar, Túnez), "L'Enkas" (Sarah Marx, Francia), "Fishbone" (Adán Aliaga, España), "Heaven Without People" (Lucien Bourjeily, Líbano) o "Sheikh Jackson" (Amr Salama, Egipto). 
El jurado, integrado por Rana Salem (Directora y productora, Líbano), Khedija Lemkecher (Directora y productora, Túnez), Marco Lombardi (Periodista y crítico, Italia), Amanda Villavieja (Sonidista, España) y Sabrina Seyvecou (Actriz, Francia), decidió otorgar los siguientes premios:
-"The pigeon" (Banu Sivaci, Turquía, 2018). Palmera de Oro, Mejor Guion (Banu Sivaci), Mejor Actor (Kemal Burak Alper), Mejor Banda Sonora (Canset Ozge Can) y Mejor Fotografía (Arda Yildiran).
-"Secret Ingredient" (Gjorce Stavreski, Macedonia/Grecia, 2017). Palmera de Plata y Mejor Dirección (Gjorce Stavreski)
-"Les Drapeaux de Papier" (Nathan Ambrosioni, Francia, 2018). Palmera de Bronce y Mejor Actriz (Noémie Merlant) 
* XXXIV edición (24 de octubre al 3 de noviembre de 2019)
El festival rindió homenaje al cineasta valenciano Toni Canet, inaugurando con su película póstuma, "Calç blanca, negro carbón", y publicando un libro sobre su vida y obra firmado por el periodista Carlos Aimeur. También ofreció un ciclo dedicado a las directoras egipcias contemporáneas que contó con la presencia de Nadine Khan, Hala Khalil, Amal Ramsis, Kamla Abuzekry y Mariam Abou-Ouf. Mostra 2019 proyectó en su sección oficial a competición con títulos como "A herdade" (Tiago Guedes, Portugal), "Between Two Seas" (Anas Tolba, Egipto), "Zero" (Iñaki Sánchez Arrieta, España), "Tu mérites un amour" (Hafsia Herzi, Francia) o "The Miracle of the Sargasso Sea" (Syllas Tzoumerkas, Grecia). Las Palmeras de Honor recaen en Ferzan Ozpetek y Liliana Cavani.
El jurado, integrado por Marie Spencer (Directora de fotografía, Francia), Sofia Djama (Directora y guionista, Argelia), Muayad Alayan (Director, guionista y productor, Palestina), Julia Sabina Gutiérrez (Teórica cinematográfica, España) y Bushra Rozza (Actriz, Egipto), decidió otorgar los siguientes premios:
-"The Announcement" (Mahmut Fazil Coskun, Turquía, 2018). Palmera de Oro, Mejor Guion (Mahmut Fazil Coskun y Ercan Kesa) y Mejor Fotografía (Krum Rodríguez).
-"The Day I Lost My Shadow" (Soudade Kaadan, Siria/Líbano/Francia/Catar, 2018). Palmera de Plata
-"Sympathy for the Devil" (Guillaume de Fontenay, Francia/Canadá, 2018). Palmera de Bronce
-Mejor actor: Ahmed Hafiene ("Fatwa", Túnez) 
-Mejor Actriz: Emilie Piponnier ("Alice", Francia, Reino Unido, Australia) 
-Mejor Dirección: Michela Occhipinti ("Flesh Out", Italia)
-Mejor Banda Sonora: Marius Leftarache ("A Shelter Among the Clouds", Albania)
* XXXV edición (22 de octubre al 1 de noviembre de 2020)
La edición 2020 está marcada por la pandemia de la COVID-19, que sin embargo no impide que Mostra de València se celebre de manera presencial y con invitados internacionales. El festival otorga la Palmera de Honor a la actriz y directora portuguesa Maria de Medeiros. También organiza una masterclass en línea con la artista y performer Marina Abramovic y dedica ciclos al cine argelino reciente y a las aproximaciones del audiovisual al conflicto vasco, acompañada de una mesa redonda en la que participan Mariano Barroso y Félix Viscarret. Mostra 2020 proyectó en su sección oficial a competición títulos como "Luxor" (Zeina Durra, Egipto, Reino Unido, EAU), "La viajante" (Miguel Mejías, España), "Tereza37" (Danilo Serbedzija, Croacia) o "Kala Aazar" (Janis Rafa, Grecia). 
El jurado, integrado por Elisa Ferrer (Escritora, España), Ayten Amin (Directora y guionista, Egipto), Massimo Lechi (Crítico y periodista, Italia), Emilie Piponnier (Actriz, Francia) y Soudade Kaadan (Directora y guionista, Siria), decidió otorgar los siguientes premios:
-"Favolacce" (Fabio y Damiano D'Innocenzo, Italia/Suiza, 2020). Palmera de Oro y Mejor Dirección.
-"Willow" (Milcho Manchevski, Macedonia/Albania/Hungria/Bélgica, 2019). Palmera de Plata
-"The End Will Be Spectacular" (Ersin Çelik, Siria/Irak/España, 2019). Palmera de Bronce
-Mejor Actor: Firas Nassar ("Between Heaven and Earth", Palestina/Islandia/Luxemburgo) 
-Mejor Actriz: Adriana Matoshi ("Zana", Kosovo/Albania) 
-Mejor Guion: Merzak Allouache y Bahia Allouache ("Paysages d'Automne", Argelia)
-Mejor Banda Sonora: Justin Melland ("Mosquito", Portugal)
-Mejor Fotografía: Adolpho Veloso ("Mosquito", Portugal)
* XXXVI edición (15 al 24 de octubre de 2021)
El festival concede la Palmera de Honor al director francés Jean-Pierre Jeunet y dedica su sección FOCUS a Marc Hurtado. Ambos ofrecen sendas masterclasses y el segundo protagoniza un concierto con Lydia Lunch. Además, el festival organiza ciclos dedicados a la proyección internacional de Luis García Berlanga y el cine fantástico procedente de los países árabes, y traduce al valenciano y castellano el libro "El cinema tunisià d'ahir i de hui", de Tarek Ben Chaabane. Mostra de València 2021 proyectó en su sección oficial a competición títulos como "El lodo" (Iñaki Sánchez Arrieta, España), "The Staffroom" (Sonja Tarokic, Croacia), "Vencidos da vida" (Rodrigo Areias, Portugal), "The Translator" (Rana Kazkaz y Anas Khalaf, Siria, Francia, Catar, EE. UU., Bélgica), "Streams" (Mehdi Hmili, Túnez, Luxemburgo, Francia, EE. UU.) o "Playlist" (Nine Antico, Francia).
El jurado, integrado por Myriam Mézières (Actriz, escritora y directora, Francia), Marina Perales Marhuenda (Productora, España), Tarek Ben Chaabane (Director de la Filmoteca de Túnez), Najwa Najjar (Directora y guionista, Palestina) y Jean-Michel Bernard (Compositor, Francia), decidió otorgar los siguientes premios:
-"So She Doesn't Live" (Faruk Loncarevic, Bosnia Herzegovina, 2020). Palmera de Oro
-"Le monde après nous" (Louda Ben Salah-Cazanas, Francia, 2021). Palmera de Plata/Premio Especial del Jurado
-Mejor Actor: Dimitris Imellos ("Tailor", Grecia/Alemania/Bélgica)
-Mejor Actriz: Bassant Ahmed y Basmala Elghaiesh ("Souad", Egipto/Túnez/Alemania)
-Mejor Guion: Sonia Liza Kenterman y Tracy Sunderland ("Tailor", Grecia/Alemania/Bélgica)
-Mejor Banda Sonora: Nikos Kypourgos ("Tailor", Grecia/Alemania/Bélgica)
-Mejor Fotografía: Dusan Joksimovic ("Heavens Above", Serbia/Eslovenia/Macedonia/Croacia/Bosnia Herzegovina/Montenegro/Alemania)
Además, se entrega por primera vez el Premi À Punt del Públic, que recae en "Broken Keys" (Jimmy Keyrouz, Líbano/Francia/Chipre/EE. UU.)
* XXXVII edición (20 al 30 de octubre de 2022)
El festival concede la Palmera de Honor al director francés Robert Guédiguian y dedica su sección FOCUS a Lucile Hadzihalilovic. Ambos protagonizan encuentros con el público, en el caso de Guédiguian acompañado de su esposa, la actriz Ariane Ascaride. Además, el festival publica en edición bilingüe el libro "Robert Guédiguian. La gent no s'adona del poder que té"/"Robert Guédiguian. La gente no sabe de su poder", de Aarón Rodríguez Serrano. El festival organiza también un ciclo dedicado al Siglo XX del cine griego, con 41 títulos seleccionados por la Academia del Cine del país heleno, y rinde homenaje al cineasta valenciano Lluís Rivera, recuperando la publicación Quaderns de la Mostra con un número monográfico dedicado a su trayectoria. Se celebra la primera edición de València Film Afers, Foro de Coproducción Internacional que selecciona 10 proyectos de largometraje y los pone en contacto con otros tantos profesionales de la producción. Mostra de València 2022 proyectó en su sección oficial a competición títulos como "El que sabem" (Jordi Núñez, España), "Wolf and Dog" (Claudia Varejao, Portugal), "The Life After/La vie d'après" (Anis Djaad, Argelia), "The Worst Ones/Les pires" (Lise Akoka y Romane Gueret, Francia), "Magdala" (Damien Manivel, Francia), "Moja Vesna" (Sara Kern, Eslovenia, Australia), "Klondike" (Maryna Er Gorbach, Ucrania, Turquía) o "Vera Dreams of the Sea" (Kaltrina Krasniqi, Territorio de Kosovo, Macedonia del Norte, Albania).
El jurado, integrado por Evanthia Reboutsika (Música y compositora, Grecia), María Mínguez (Guionista, España), Pierre-Simon Gutman (Crítico y programador, Francia), Lana Baric (Directora, actriz y guionista, Croacia) y Ehab Assal (Director de fotografía, Palestina), decidió otorgar los siguientes premios:
-"Until Tomorrow/Ta Farda" (Ali Asgari, Irán, Francia, Qatar, 2022). Palmera de Oro, Mejor Director y Mejor Actriz (Sadaf Asgari)
-"Concerned Citizen" (Idan Haguel, Israel, 2022). Palmera de Plata/Premio Especial del Jurado, Mejor Guion y Mejor Actor (Shlomi Bertonov)
-Mejor Banda Sonora: Amin Bouhafa ("Entre las higueras", Túnez/Francia/Suiza/Qatar/Alemania)
-Mejor Fotografía: Paolo Carnera ("Nostalgia", Italia/Francia)
El Premi À Punt del Públic recae en "No Dogs or Italians Allowed" (Alain Ughetto, Italia/Francia/Suiza) 

- XXXVIII edición (19 al 29 de octubre de 2023)

El festival otorga la Palmera de Honor al director italiano Paolo Sorrentino y dedica su sección FOCUS al portugués Edgar Pêra, que protagoniza también la publicación monográfica Quaderns de la Mostra. Ambos protagonizan encuentros con el público. Además, el festival publica en colaboración con el IVC y en edición bilingüe el libro "Helena Cortesina, una cineasta pionera en España", de Irene de Lucas Ramón. El festival organiza también el ciclo “Ecos del Líbano”, con 10 títulos producidos después de 2020 en el país árabe. Se celebra la segunda edición de València Film Afers, Foro de Coproducción Internacional que selecciona 10 proyectos de largometraje y los pone en contacto con otros tantos profesionales de la producción. Mostra de València 2023 proyectó en su sección oficial a competición títulos como "A House in Jerusalem" (Muayad Alayan, Palestina, Reino Unido, Alemania, Países Bajos), "Animalia" (Sofia Alaoui, Marruecos, Francia, Catar), "Afloat" (Aslihan Ünaldi, Turquia), "three sparks" (Naomi Uman, Albania, México), "Toni, en famille" (Nathan Ambrosioni, Francia), "Fireworks/Stranizz d’amuri" (Giuseppe Fiorello, Italia), "The Wedding Parade" (Sevinaz Evdike, Siria) y, fuera de concurso, el documental "Massimo Troisi: Somebody Down There Likes Me" (Mario Martone, Italia). 
El jurado, integrado por Maria Hatzakou (productora y directora, Grecia), Diana Al-Halabi (artista visual, Líbano), Fatma Cherif (cineasta y programadora, Túnez) y Michela Occhipinti (directora y guionista, Italia), decidió otorgar los siguientes premios: 
-"Riverbed" (Bassem Breche, Líbano, 2022). Palmera de Oro, Mejor Fotografía (Nadim Saoma) y Mejor Música Original (Sharif Senhaoui) 
-"Cidade Rabat" (Susana Nobre, Portugal, Francia, 2023). Palmera de Plata/Premio Especial del Jurado 
-Mejor Actor: Exaequo para Fehd Benchemsi y Abdelhadi Talbi, por “Deserts” (Faouzi Bensaïdi, Marruecos, Francia, Bélgica, Alemania, 2023) 
-Mejor Actriz: Claudia Faci, por “Marina, Unplugged” (Alfonso Amador, España, 2023) 
-Mejor Dirección: Faouzi Bensaïdi, por “Deserts” (Marruecos, Francia, Bélgica, Alemania, 2023) 
-Mejor Guion: Vladimir Perišić y Alice Winocour, por “Lost Country” (Vladimir Perišić, Serbia, Croacia, Francia, Luxemburgo, Catar, 2023) 
El Premi À Punt del Públic recae en "Dancing on the Edge of a Volcano" (Cyril Aris, Líbano/Alemania, 2023) 

'*XXXIX edición (24 de octubre - 3 de noviembre de 2024)'
La 39ª edición del festival se inaugura el 24 de octubre de 2024, pero suspende todas sus actividades la tarde del 29 de octubre, uniéndose a los 3 días de luto oficial decretados como consecuencia de la DANA que asola la provincia de València. Entre ootros actos, la decisión afecta a la cancelaci´`on de la gala de clausura, así como la masterclass con Isaki Lacuesta, ganador de la Palmera de Honor 2024, y el encuentro con el público de la directora francotunecina Nadia El Fani, protagonista de la sección FOCUS y de una nueva entrega de la publicación Quaderns de la Mostra. Sí puede celebrarse al completo la tercera edición de València Film Afers, Foro de Coproducción Internacional que selecciona 10 proyectos de largometraje y los pone en contacto con otros tantos profesionales de la producción. Mostra de València 2024 proyectó en su sección oficial a competición títulos como "Fotogenico" (Marcia Romano y Benoît Sabatier, Francia), "Backstage" (Afef Ben Mahmoud y Khalil Benkirane, Marruecos, Túnez, Francia, Catar, Bégica, Noruega, Arabia Saudita), "It All Ends Here" (Rajko Grlic, Croacia, Serbia, Montenegro, Bulgaria, Bosnia Herzegovina, Macedonia del Norte, Turquía), "Algiers" (Chakib Taleb-Bendiab, Argelia, Turquía, Francia, Canadá), "Who Do I Belong To" (Meryam Joobeur, Túnez, Francia, Catar, Noruega, Canadá, Arabia Saudita) y "Un bany propi" (Lucía Casañ Rodríguez, España). 
El jurado, integrado por Marie Balducchi (productora, Francia), Amal Ramsis (guionista y directora, Egipto), Bassam Alasad (productor y ecomanager, Jordania), Avelina Prat (guionista y directora, España) y João Antunes (crítico y programador, Portugal), decidió otorgar los siguientes premios: 
-"Faruk" (Asli Özge, Turquía, Francia, Alemania, 2024). Palmera de Oro y Mejor Guion (Asli Özge) 
-"Moondove" (Karim Kassem, Líbano, Países Bajos, Arabia Saudí, Catar, 2024). Palmera de Plata/Premio Especial del Jurado y Mejor Fotografía (Karim Kassem) 
-Mejor Actor: Filip Đurić, por "That’s It For Today" (Marko Djordjevic, Serbia, 2024)
-Mejor Actriz: Sonia Bergamasco, por “La vita accanto/The Life Apart” (Marco Tullio Giordana, Italia, 2024)
-Mejor Dirección: Lotfi Achour, por “Les enfants rouges” (Túnez, Francia, Bélgica, Polonia, 2024)
-Mejor Banda Sonora: Iva Radivojević, por "When The Phone Rang" (Iva Radivojević, Serbia, Estados Unidos, 2024)
El Premi del Públic queda desierto, al no poder celebrarse todas las proyecciones previstas en la Sección Informativa como consecuencia de la suspensión de actividades.

## Categorías

### Premios Oficiales
- Palmera de Oro (dotada con 30.000€ + 15.000€ destinados a la distribuidora española del film)
- Palmera de Plata - Premio Especial del Jurado (dotada con 20.000€)
- Mejor Director
- Mejor Interpretación Masculina
- Mejor Interpretación Femenina
- Mejor Música
- Mejor Fotografía
- Mejor Guion